# Pandrung
Pandrung (nepalski: पन्द्रुङ) – gaun wikas samiti w zachodniej części Nepalu w strefie Gandaki w dystrykcie Gorkha. Według nepalskiego spisu powszechnego z 2001 roku liczył on 470 gospodarstw domowych i 2422 mieszkańców (1320 kobiet i 1102 mężczyzn).